# Abdication de Juan Carlos Ier
L'abdication de Juan Carlos Ier, roi d'Espagne, est annoncée le 2 juin 2014 et devient effective le 18 juin. Son fils est proclamé roi le lendemain sous le nom de Felipe VI, après la publication au Bulletin officiel de l'État de la loi organique no 3/2014, conformément à la Constitution espagnole de 1978.
Il s'agit de la septième abdication d'un roi d'Espagne et de la quatrième abdication volontaire d'un monarque régnant. La loi approuvée par les Cortes est sanctionnée par le roi Juan Carlos Ier puis ratifiée par le président du gouvernement, Mariano Rajoy. La signature de l'acte d'abdication a lieu le 18 juin 2014 à 18 heures, dans la salle des Colonnes (es) du palais royal de Madrid et devient effective à minuit. Felipe, héritier du trône, lui succède sous le nom de Felipe VI.
Après son abdication, Juan Carlos devient « roi émérite » avec le traitement de majesté.

## Contexte
Très populaire au début de son règne, notamment pour sa contribution au retour de la démocratie en Espagne ainsi que son opposition au coup d'État du 23 février 1981, le roi Juan Carlos Ier connaît par la suite une fin de règne difficile, entachée par l'implication, en 2011, de son gendre Iñaki Urdangarin et de sa fille Cristina dans l'affaire de corruption Nóos, ainsi que par la révélation de sa participation, en 2012, à un coûteux safari de chasse à l'éléphant au Botswana, qui met en lumière ses liens avec des membres de l'oligarchie saoudienne et sa relation avec la femme d'affaires allemande Corinna Larsen,.
L'abdication de Juan Carlos Ier suit celles, en 2013, de la reine Beatrix des Pays-Bas, de l'émir Hamad ben Khalifa Al Thani et du roi Albert II de Belgique, ainsi que la renonciation du pape Benoît XVI, marquant l'arrivée d'une nouvelle génération de monarques en Europe et au Moyen-Orient.

## Processus d'abdication

### Déclaration institutionnelle

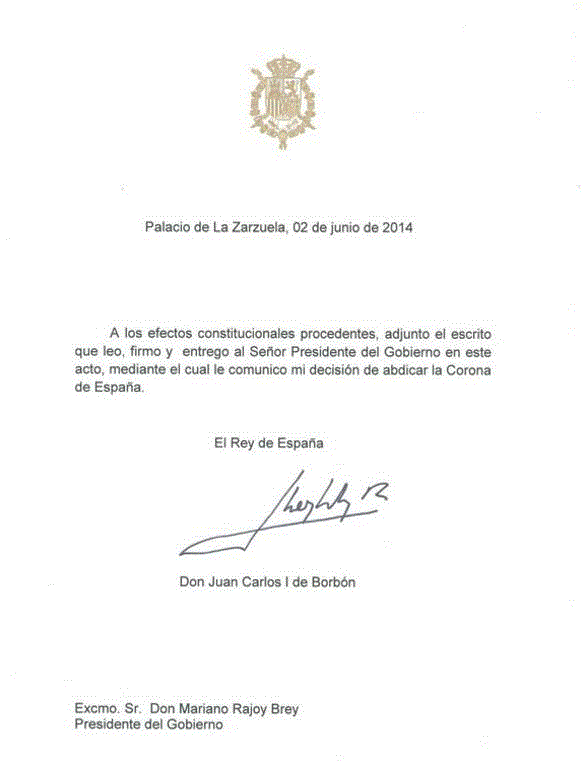
Lettre d'abdication de Juan Carlos Ier.

Le 2 juin 2014 à 9 h 30, le président du gouvernement espagnol, Mariano Rajoy, convoque une conférence de presse au palais de la Moncloa pour une déclaration institutionnelle. En raison de la soudaineté de l'appel, de nombreux médias anticipent alors une crise institutionnelle provoquée par les résultats des élections européennes ; cette possibilité est cependant rapidement écartée. Mariano Rajoy annonce à 10 h 30 l'abdication du roi Juan Carlos Ier. Peu après, la lettre d'abdication du souverain est communiquée par la Maison du roi sur son compte Twitter.

« Conformément à la Constitution, je joins le document que j'ai lu, signé et remis au président du gouvernement à cet acte, par lequel j'annonce ma décision de renoncer à la couronne d'Espagne. »

— Lettre d'abdication de Juan Carlos Ier.
Le jour même, le roi s'adresse aux Espagnols, dans une allocution télévisée, par ces mots : « Aujourd'hui, il faut laisser arriver en première ligne une génération plus jeune, avec une nouvelle énergie, décidée à entreprendre avec détermination les transformations et les réformes que la conjoncture actuelle demande, et à affronter avec une intensité renouvelée et dévouement les défis de demain. Pour cet avenir, une nouvelle génération réclame à juste titre un rôle moteur, le même qu'a joué ma génération dans une conjoncture cruciale de notre histoire ». Mariano Rajoy rend hommage au monarque qui, selon lui, « fut le plus grand promoteur de notre démocratie ».

### Conseil des ministres extraordinaire
Dans sa déclaration, Mariano Rajoy annonce la tenue d'un Conseil des ministres extraordinaire le 3 juin. Le Conseil des ministres approuve la soumission aux Cortes Generales du projet de loi organique rendant effective l'abdication du roi Juan Carlos Ier, conformément à l'article 57.5 de la Constitution espagnole.

« Les abdications et renonciations et toutes les incertitudes de fait ou de droit qui surviendraient concernant l'ordre de succession à la couronne seront réglées par une loi organique. »

— Article 57.5 de la Constitution espagnole.
Le projet de loi organique est composé d'un seul article et d'une seule disposition finale. En outre, le Conseil des ministres adopte un accord demandant la procédure d'urgence pour son traitement parlementaire.

### Approbation du Congrès
L'examen du projet de loi au Congrès des députés a lieu le 11 juin 2014. Lors des débats, le président du gouvernement, Mariano Rajoy, invoque « la continuité des institutions » et « la monarchie comme le meilleur symbole de l'unité de l'État » face aux partis réclamant un référendum sur l'avenir de la monarchie, tels que la Gauche républicaine de Catalogne et Izquierda Unida. Cette ligne est également adoptée par le chef de l'opposition, Alfredo Pérez Rubalcaba, qui exprime sa « fidélité » à la Constitution de 1978.
Sur les 350 membres de la chambre basse, 299 votent pour, 23 s'abstiennent et 19 votent contre.

### Approbation du Sénat
Le projet de loi organique est approuvé par le Sénat le 17 juin 2014, établissant l'abdication du roi Juan Carlos Ier et ouvrant la voie à l'intronisation de son fils Felipe. Les sénateurs votent le texte avec 233 voix pour, 5 contre et 20 abstentions.

### Proclamation de Felipe VI
La signature de l'acte d'abdication a lieu le 18 juin 2014 à 18 heures dans la salle des Colonnes (es) du palais royal de Madrid.
La loi est publiée dans le Bulletin officiel de l'État du jeudi 19 juin 2014. Elle entre alors officiellement en vigueur et, conformément à l'article 57.1 de la Constitution espagnole, le prince des Asturies succède à son père en tant que roi d'Espagne sous le nom de Felipe VI. Une fois le roi investi, sa fille aînée, Leonor de Bourbon et Ortiz, lui succède comme princesse des Asturies et héritière du trône d'Espagne, devenant la plus jeune princesse héritière d'Europe.
Juan Carlos Ier n'assiste pas à la proclamation de son fils. Après son abdication, il continue de porter le titre honorifique de roi, et le traitement de majesté.

## Réactions

### Pays étrangers
- Allemagne : La chancelière Angela Merkel salue le rôle politique de Juan Carlos Ier après l'annonce de son abdication. Steffen Seibert (en), porte-parole du gouvernement allemand, rappelle son « rôle historique dans la transition de l'Espagne vers la démocratie »[20].
- Belgique : Le Premier ministre belge, Elio Di Rupo, remercie le roi Juan Carlos « pour les relations intenses et chaleureuses que la Belgique et l'Espagne ont entretenues sous son règne » et souhaite au futur roi Felipe et à la future reine Letizia « beaucoup de succès dans l'exercice de leurs nouvelles fonctions »[21].
- Brésil : Lors d'une cérémonie au palais de l'Aurore, la présidente Dilma Rousseff souligne la « gentillesse » de Juan Carlos et sa « sympathie pour le Brésil »[22].
- États-Unis : Dans un communiqué, la Maison-Blanche indique que « pendant son règne distingué, le roi Juan Carlos a guidé la transition historique de l'Espagne vers la démocratie, permettant au pays de devenir un leader mondial dans un certain nombre de domaines et un allié inconditionnel de l'OTAN »[23].
- France : Le président de la République française, François Hollande, salue « l'artisan de la Transition après la dictature franquiste », estimant que Juan Carlos « a incarné l'Espagne démocratique »[5]. La maire de Paris, Anne Hidalgo, le perçoit « comme celui qui a permis justement à cette transition de perdurer »[5].
- Italie : Le président de la République italienne, Giorgio Napolitano, exprime son amitié pour le roi et souligne l'attachement « ancien et profond » de celui-ci pour l'Italie. Un communiqué du palais du Quirinal rappelle également le rôle du souverain « dans l'affirmation de la démocratie dans son pays après le franquisme »[24].
- Maroc : Le roi Mohammed VI loue le « rôle fondamental » du monarque dans la transition démocratique et adresse à Felipe ses « félicitations et ses vœux de succès »[5].
- Portugal : Le président Aníbal Cavaco Silva envoie un message au roi en exprimant « la profonde émotion qu'il a ressentie en apprenant la nouvelle » et la reconnaissance du Portugal pour « l'engagement personnel » de Juan Carlos « dans les relations entre les deux pays »[25].
- Royaume-Uni : Le Premier ministre britannique, David Cameron, souligne les efforts de Juan Carlos pour une transition pacifique vers la démocratie[26].

### Organisations supranationales
Le secrétaire général des Nations unies, Ban Ki-moon, exprime sa gratitude au roi Juan Carlos Ier pour son « engagement personnel et ses précieuses contributions » aux travaux de l'ONU, citant notamment sa participation à l'Alliance des civilisations et aux objectifs du millénaire pour le développement. Ban Ki-moon souligne « l'exceptionnel service public » du monarque au cours de son règne et son « rôle instrumental » dans la transition démocratique espagnole. Il transmet au prince Felipe ses vœux de réussite dans « l'exercice de cette importante fonction ».
Le président de la Commission européenne, José Manuel Durão Barroso, évoque dans un communiqué un « architecte et défenseur de la démocratie » et un « garant des valeurs fondamentales européennes et du modernisme en Espagne ».

### Mouvements républicains

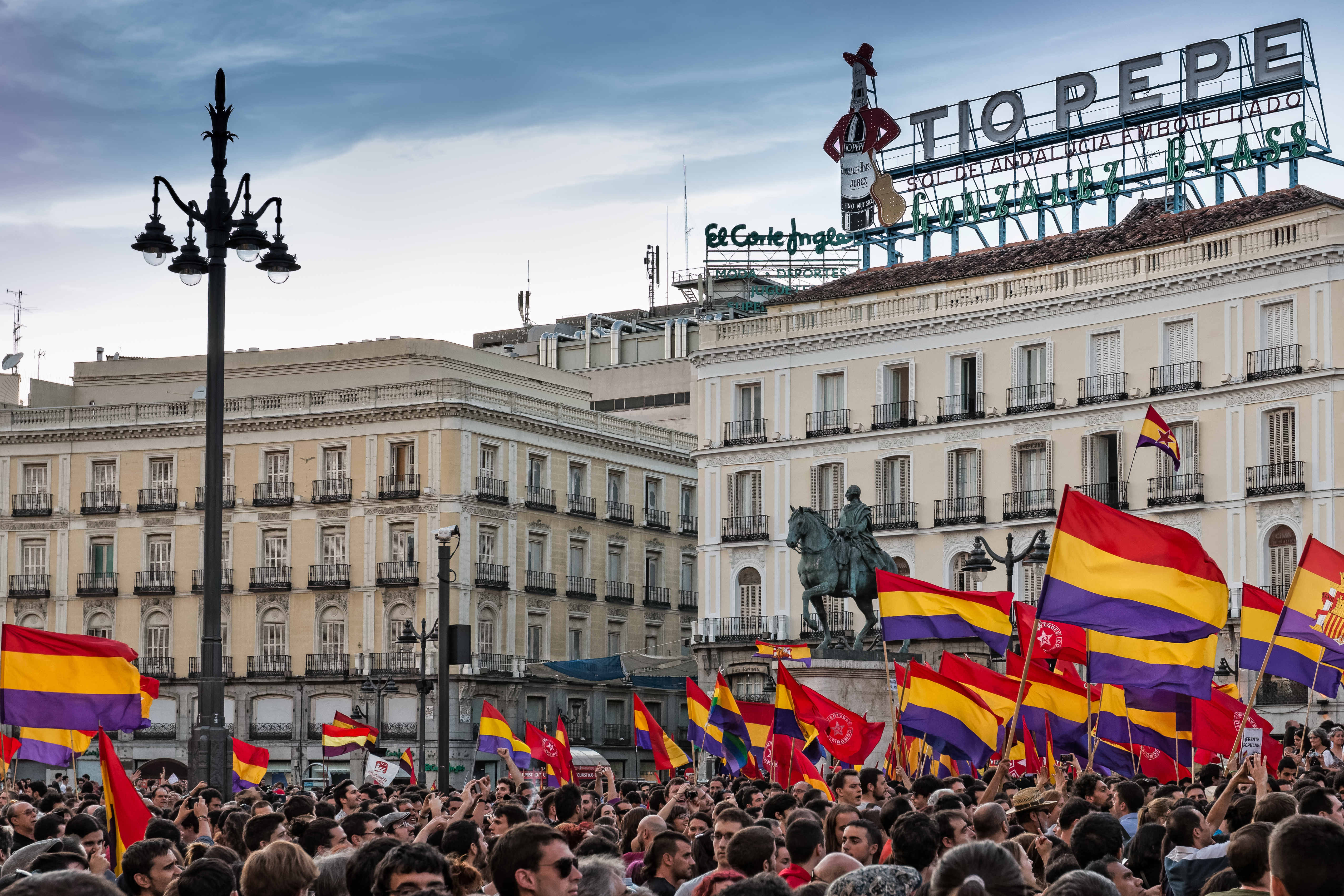
Manifestation du 2 juin 2014 à la Puerta del Sol à Madrid.

Le jour même de l'annonce de l'abdication de Juan Carlos Ier, plusieurs partis politiques de gauche tels que Podemos, Izquierda Unida et Equo réclament un référendum sur le choix d'une nouvelle forme de gouvernement ou le maintien de la monarchie. Certains membres du PSOE se prononcent également en faveur d'un référendum.
Dès le 2 juin également, ces mêmes partis politiques, ainsi que des mouvements sociaux, hostiles à la monarchie, appellent à manifester à 20 heures pour réclamer un référendum ou un processus constituant,. Les manifestations se déroulent dans plusieurs villes d'Espagne « sans incident » et dans une « ambiance festive », selon El Mundo. En Catalogne, où les manifestations sont principalement organisées par la Gauche républicaine de Catalogne et par l'Initiative pour la Catalogne Verts, deux partis en faveur du droit à l'autodétermination de la Catalogne, sont brandis des drapeaux indépendantistes et des banderoles en faveur de la séparation catalane,.
La manifestation républicaine la plus importante se déroule à la Puerta del Sol à Madrid, réunissant entre 10 000 (selon les chiffres officiels) et 20 000 personnes (selon certains médias). Les partisans de la monarchie appellent également à manifester le 6 juin à 20 heures, en réponse à d'autres manifestations républicaines prévues. À Séville en particulier, deux manifestations simultanées ont lieu sur la Plaza Nueva, les monarchistes réunissant dans la capitale andalouse quelque 200 personnes, un nombre inférieur à celui des républicains. Au total, plus de soixante rassemblements républicains ont lieu dans toute l'Espagne et dans certaines capitales étrangères, comme Paris et Bruxelles.